# Adam Rzewuski (generał broni)
Adam Rzewuski herbu Krzywda (ur. 21 października 1847 w Warszawie, zm. 27 października 1932 w Bydgoszczy) – generał kawalerii Armii Imperium Rosyjskiego.
Był synem Adama Rzewuskiego, hrabiego, właściciela ordynacji dóbr Wierzchownia i Pohrebyszcze na Ukrainie, generała-adjutanta. Miał przyrodnich braci -  hr. Leona Rzewuskiego, właściciela ordynacji Pohrebyszcze, Hajworon na Ukrainie, hr. Adama Rzewuskiego, dziedzica Wierzchowni oraz hr. Stanisława Rzewuskiego, powieściopisarza. 
Ukończył Szkołę Kadetów w Kijowie, studiował na Akademii Wojskowej w Petersburgu. Następnie służył w pułku żółtych kirasjerów. W 1873 r. brał udział jako ochotnik w wojnie serbskiej.
Po wojnie udał się na Kaukaz by walczyć jako ochotnik w wojsku Terskich Kozaków Kaukaskich przeciwko armiom tureckim. Tam też uzyskał stopień hetmana (atamana). Na Kaukazie, Krymie, Turkiestanie, Erywaniu oraz u stóp góry Ararat spędził w sumie 43 lata.
W uznaniu zasług wojskowych został mianowany generałem-gubernatorem kraju Terskiego na Kaukazie, a później generałem-gubernatorem kraju Erywańskiego.
Przed I wojną światową przebywał w swych dobrach w Piatigorsku na Kaukazie.
Wraz z początkiem wojny został mianowany generalnym inspektorem Czerwonego Krzyża na zachodnią i północną Rosję.
Po skończonej wojnie wyjechał z Rosji wraz z najmłodszą córką i synem Aleksanderm (wówczas oficerem gwardii, a później artystą malarzem i dominikaninem - ojcem Marią-Czesławem Rzewuskim, który odbył nowicjat w klasztorze Saint Maximin na południu Francji).
W czasie wojny polsko-bolszewickiej przyjechał do Warszawy gdzie się zgłosił i został przyjęty na służbę do Polskiego Czerwonego Krzyża.
Po skończonej wojnie udał się do siedziby Romualda Rzewuskiego (nie związanego z magnackim rodem hrabiów Rzewuskich) w Arcugowie koło Gniezna, a ostatecznie osiadł w Bydgoszczy gdzie zmarł 27 października 1932 w samo południe. Pogrzeb odbył się 29 października 1932 r. na cmentarzu na Bielawkach, poprzedzony nabożeństwem żałobnym w Bazylice Św. Wincentego a Paulo.